# Гилка

Пластуни грають у гилку: дівчина подає м'ячик («свинку»), який готується відгилити гравець протилежної команди - хлопець із биткою («палицею»)

Ги́лка, гила́ (від гили́ти — «бити», «відбивати») — народна спортивна гра з м'ячем та палицею-битою. М'яч для гри іноді називали «свинкою».
Гилка за правилами, інвентарем та ін. найбільш подібна до румунської ойни, польської гри палант та російської лапти, так само певні її елементи нагадують американський бейсбол й англійський раундерз.

## Історія та перші згадки
Першою згадкою вважають опис гилки «батьком української фізичної культури» — Іваном Боберським 1904. Він займався вивченням національних рухливих ігор і видав посібник «Рухливі ігри та забави», в якому була описана гра. Згадує гилку у своєму «Словарі української мови» і Борис Грінченко.

## Основні правила та термінологія

### Традиційні правила
Традиційний варіант гри в «гилку просту» передбачає наявність двох гравців, майданчика, палиці (битки) та м'яча («свинки»). Суть гри зводиться до того, що гравець із палицею стає за полем, б'є («гили́ть») м'яч в поле, де інший гравець має впіймати м'яч на льоту. Якщо м'яч не було впімано — він повертається до того, хто бив, для наступного вдару. Зловлений м'яч дає право гравцям змінити ролі. Уважають, що краще грає той, хто вміє спрямовувати м'яч палицею в бажаний сектор поля, подалі від польового гравця, щоб його було важко відразу впіймати. Для такої гри достатньо двох людей. Але гра стає цікавішою зі збільшенням кількості учасників.

### Сучасний розвиток гри
Гилка відроджена у Львівському державному університеті фізичної культури в кінці дев'яностих років XX-го сторіччя. Відтоді на базі університету відбувається щорічно змагання з гилки.
2022 року в Україні вперше друком вийшли українською «Правила гри в ойну», це національна румунська гра близька родичка української гилки.

### Сучасні неофіційні правила
Гилка станом на зараз ще не набула статусу офіційної спортивної дисципліни. Її практикують у середовищі патріотичних організацій: Пласт, СУМ тощо.
2013 варіант правил для сучасної гри в гилку був викладений у відкритий доступ у Googledocs. У цьому варіанті враховано ідеологічне підґрунтя виникнення гри та використано елементи правил і терміни, що їх напрацьовано в бейсболі, оскільки принцип цих ігор подібний.

## Термінологія

### Текст
Принцип гри
Один гравець команди захисту підгилює (підкидає) м'яч гравцю команди нападу (відбиваючому), який стоїть перед ним.

### Символічне підґрунтя гри
У гилці можна простежити ознаки військової гри. У ній важливі і швидкість бігу та реакції, і логіка, що робить її цінною для розвитку дітей: й у фізичному вимірі, і щодо їхнього стратегічного мислення. У грі беруть участь: команда в захисті та команда в нападі. Ігрове поле для гри традиційно називалось го́род («місто»).
Якщо спробувати інтерпретувати розіграш гри в гилку як військову операцію, то можна уявити її як спробу захоплення міста. Відбиваючий гравець це метафоричний розвідник, він перебуває разом зі своєю командою поза межами поля. Він має бути достатньо спритним, щоб потрапити в місто, що зайняло оборону. Його завдання — відбити палицею (биткою) в м'яч — продемонструвати точність та силу, при цьому що сильніше і точніше — то краще. Далі, відповідно до рівня своєї спритності — сили й точності вдару — він отримує шанс пробігтися ворожою територією, щоб зібрати розвідувальні дані. Адже хороша атака має бути підготовлена розвідкою. Після розвідки гравець повинен повернутися до своєї команди, щоб передати розвіддані, уникнувши виявлення — обійшовши всіх суперників, які намагаються вибити ("квацнути") розвідника.